# 周強
周 強（しゅう きょう、チョウ・チアン、1960年4月 - ）は、中華人民共和国の政治家、裁判官。最高人民法院長。過去に、中国共産党湖南省委員会書記書記、省長。

## 略歴
1978年から1985年まで西南政法大学に在学。卒業後は司法部に配属され、1993年に深圳市の司法局長助理を務めたがすぐに司法部に戻り、部長弁公庁主任として当時部長だった肖楊の秘書を務める。1995年、35歳でに法制局長に昇格。その後すぐに中国共産党中央党校で幹部育成学習を受ける一方で中国共産主義青年団中央書記処書記に任命される。1997年書記処常務書記、1998年書記処第一書記。
2006年、当時46歳の最年少で湖南省省長代理に転出し、2007年2月に正式な省長に就任。2010年4月、張春賢の新疆ウイグル自治区党委書記転出に伴い後任の中国共産党湖南省委員会書記となる。2013年3月、最高人民法院長に就任。2018年3月、最高人民法院長に再任。
第16期、第17期中央委員。第9期全人代常務委員会委員。

## 人物
元党総書記胡錦濤の支持母体である中国共産主義青年団系統（団派）の第6世代と目される人物である。